# ドミニカ共和国国立音楽院
ドミニカ共和国国立音楽院（ドミニカきょうわこくこくりつおんがくいん、Conservatorio Nacional de Música）は、ドミニカ共和国の首都サント・ドミンゴにある国立の音楽学校である。1942年設立、略称CNM。同じ敷地内にはエリラ・メナ国立初等音楽院（Escuela Elemental De Música Elila Mena）が所在し、こちらは同音楽院の初等科に相当する。

## 著名な関係者
- ミシェル・カミロ Michel Camilo（ジャズピアニスト）
- フアン・ルイス・ゲラ Juan Luis Guerra（メレンゲ歌手）